# David Levy (político)
David Levy (21 de diciembre de 1937 - 2 de junio de 2024) fue un político israelí que se desempeñó como miembro de la Knesset entre 1969 y 2006. El ascenso de Levy a la prominencia política demostró la creciente influencia de los judíos mizrajíes en Israel.[cita requerida] Desempeñó un papel crucial en el cambio de la estructura de poder político en Israel al motivar a cientos de miles de votantes mizrajíes a emitir sus votos por Menachem Begin.[cita requerida] Una cita de Benjamin Netanyahu afirmó que «David, nacido en Marruecos, se abrió camino en la vida con sus propias manos... A nivel nacional, dejó una marca personal en el mundo político, al tiempo que cuidaba de poblaciones débiles que conocían la adversidad».
Se desempeñó en Israel como vice primer ministro, ministro de Asuntos Exteriores, ministro de Absorción de Inmigrantes, ministro de Vivienda y Construcción y ministro sin cartera. Aunque la mayor parte de su tiempo como miembro de la Knesset lo pasó en el Likud, también lideró la facción separatista Gesher, que formó parte del gobierno liderado por el Partido Laborista de Ehud Barak entre 1999 y 2001.